# Fritz Fischer (Kunsthistoriker)
Fritz Fischer (* 1954 in Freiburg im Breisgau) ist ein deutscher Kunsthistoriker. Er war bis 2021 Direktor der Kunst- und Schatzkammer Wien.

## Leben
Fritz Fischer studierte Kunstgeschichte, Klassische Archäologie und Geschichte. 1991 bis 2016 war er Referent am Landesmuseum Württemberg in Stuttgart (u. a. Referent für Skulptur, Malerei und Möbel des 16. bis 18. Jahrhunderts, Leiter der Fachabteilung Kunst- und Kunstgeschichte), 2017 bis 2021 Direktor der weltlichen und geistlichen Schatzkammer und der kaiserlichen Kunstkammer am Kunsthistorischen Museum Wien (KHM).
Fischer ist ein Spezialist der Skulptur des 17. Jahrhunderts in Deutschland. Seine Forschungen zu Leonhard Kern mündeten in zahlreichen Publikationen. In einem DFG-Projekt unter Fischers Federführung im Landesmuseum Württemberg wurde die Geschichte der Kunstkammer der Württemberger Herzöge erforscht.

## Veröffentlichungen (Auswahl)
- Ravioli und Maultaschen. Zur Italianitá bei Leonhard Kern und am Wiener Hof. In: Württembergisch Franken, Band 106, Schwäbisch Hall 2022, S. 227–247.
- Große Kunst in kleinem Format. Kleinplastiken im Württembergischen Landesmuseum Stuttgart. Stuttgart 2004.
- Dem Volk zur Schau. Prunkschlitten des Barock. Die Schlittensammlung des Württembergischen Landesmuseums Stuttgart. 2002.
- Scheffauers Relief in Schloß Monrepos. Ein Beitrag zur Empfindsamkeit in Schwaben. In: Schwäbischer Klassizismus zwischen Ideal und Wirklichkeit. 1770–1830. Aufsätze. Stuttgart 1993, S. 125–130.
- Der Meister des Buxheimer Hochaltars. Ein Beitrag zur süddeutschen Skulptur der ersten Hälfte des 17. Jahrhunderts. Berlin 1988.